# まんがタイムファミリー
『まんがタイムファミリー』は芳文社から発行されていた4コマ誌（4コマ漫画専門雑誌）。創刊号は1984年9月号（1984年8月発売）で、「別冊まんがタイム」から改題されての創刊となった。原則として毎月17日に発売されていた。B5版、中綴じ。雑誌コード：18645。2018年の5月号をもって休刊。

## 歴史
- 1983年7月 - 本誌の前身となった『まんがタイム スペシャル増刊』（まんがタイム 1983年8月号増刊）が発売される。
  - 詳細不明。また、これ以前から存在したかどうかも不明。
  - 『まんがタイムスペシャル』が『まんがセブン』の改題として創刊されたのは1989年（独立創刊は1992年）であり直接の関係は無い。
- 1983年9月 - 『別冊まんがタイム』（隔月刊）として創刊（1983年10月号）。雑誌コード：17939。
  - 表紙ロゴは『別冊まんがタイム ファミリーコミック』と表記されており、そこから「別冊」と「コミック」を除けば、後の『まんがタイムファミリー』のロゴとほとんど同じである。
  - なお、芳文社公式サイトの年表では、この時を『まんがタイムファミリー』の創刊としている。
- 1984年8月 - 『まんがタイムファミリー』（月刊）として再創刊（1984年9月号）。雑誌コードは引き継がれていないため、現在の通巻号数はこの号を第1号として数えられている。
- 2018年3月17日 - 同日発売の5月号をもって休刊[1]。

## 特徴・内容の傾向
雑誌名に「ファミリー」と冠されているように、かつては家族を題材とした作品が多かったが、末期はその傾向は薄れており、他の姉妹誌同様作家陣の若返り化が進められていた。『別冊まんがタイム』当時からストーリー漫画に重点を置いており、かつては同社の4コマ誌の中ではストーリー漫画が比較的多い構成になっていた。
1990年9月号から不定期に「フレッシュ4コマまんが展」として新人作家の作品を掲載していた。本企画を経た作家には、大原なち（当時は大原ななこ）、片桐みすず、大沢たけし、成田昌和などがいる。
掲載作家のうち任意の3 - 5名に、毎号異なるお題（「体のここに自信アリ?!」「夏の食べ物あれこれ」など）を提示し、エッセイ漫画を1ページ描かせるという企画を行っている。かつては、左側ページ端部には季節の料理レシピを掲載していた。

## 休刊時に連載されていた主な作品

### 連載期間の長い順に記載
- ラディカル・ホスピタル （ひらのあゆ、2000年5月号 - 2012年8月号、2018年5月号） - まんがタイムオリジナル、まんがタイムにて継続、過去にまんがタイムラブリーにて並行連載、休刊号に久々の掲載。
- かしこみかしこみ （幌倉さと、2012年9月号 - 2018年5月号） - 最初の18回はゲスト扱い。
  - かしこみかしこみ - マンガ図書館Z（外部リンク）
- 大家さんは思春期! （水瀬るるう、2013年8月号 - 9月号・11月号 - 12月号ゲスト、2014年2月号 - 2018年5月号） - まんがタイムにて並行連載、まんがタイムスペシャルに移籍。
- パパとあそぼう! （かより、2013年9月号 - 2014年1月号・3月号 - 2018年5月号） - 2015年7月号まで長期間ゲスト扱い。第7回新人4コマまんが大賞「まんがタイム賞」受賞・号掲載作『パパと遊ぼう!』を長期掲載化。
- 軍神ちゃんとよばないで （柳原満月、2013年9月号 - 11月号ゲスト、2014年3月号 - 2018年5月号） - まんがタイムに移籍。
- おしかけツインテール （高津ケイタ、2014年9月号 - 2018年5月号） - 最初の3回はゲスト扱い。まんがタイムオリジナルに移籍。
- いにしえや浪漫堂（あろひろし、2015年1月号 - 2018年5月号） - 最初の5回はゲスト扱い。
- 役職名はお嫁さん （G3井田、2015年5月号 - 2018年5月号）  - 最初の3回はゲスト扱い。
- わさんぼん〜和菓子屋顛末記〜（佐藤両々、2016年9月号 - 2018年5月号） - まんがタイムオリジナルに移籍。
- 妹のおシゴトは時給2000円（遠山えま、2016年11月号 - 2018年5月号） - まんがタイムオリジナルに移籍。
- この恋は深見くんのプランにはない。（ひのなつ海、2017年10月号 - 2018年5月号） - まんがタイムスペシャルに移籍。
- シロクマはシェーカーを振れません（佐倉色） - まんがホームに移籍。
- ちっちゃい先輩が可愛すぎる。（あきばるいき、2017年7月号 - 2018年5月号、3話まではゲスト扱い） - まんがホームに移籍。
- 僕しか知らないあやの先輩（いつみまお） - まんがタイムスペシャルに移籍。
- 広島さん、友達になってください（こみちまい） - （2017年1月号 - 2018年5月号）まんがホームに移籍（2018年5月号～2019年2月号）。
- うちの可愛い掃除機知りませんか？（裕木ひこ） -　まんがタイムスペシャルに移籍。
- 夕暮れ団地の幽霊彼女（田口ホシノ） （2018年4月号 - 2018年5月）-　休刊の前号である2018年4月号から連載開始。翌号を以って休刊となったため、本紙ので掲載は2回のみ。まんがタイムオリジナルに移籍。
- ふみのさんちの大黒柱（池田乾） - まんがホームに移籍。
- 七瀬先輩のレキシスイッチ（高橋祐） - まんがタイムに移籍。
- マイ.ベスト.腐レンズ（星海はやと） - まんがタイムオリジナルに移籍。
- ウチが古武道宗家（さくまりょう） - まんがタイムオリジナルに移籍。
- 感染！ウイちゃん（かわのゆうすけ、？ - 2018年5月号）

### 他誌に移籍せずに休刊号を以って最終回を迎えた作品
- かしこみかしこみ （幌倉さと、2012年9月号 - 2018年5月号）
- パパとあそぼう! （かより、2013年9月号 - 2014年1月号・3月号 - 2018年5月号）
- いにしえや浪漫堂（あろひろし、2015年1月号 - 2018年5月号）
- 役職名はお嫁さん （G3井田、2015年5月号 - 2018年5月号）
- 感染！ウイちゃん（かわのゆうすけ、？ - 2018年5月号）

## 休刊時で長期休載中の主な作品
- ひなたフェードイン! （水谷ゆたか、2009年2月号 - 4月号、2010年2月号ゲスト、3月号 - 2011年9月号）
- ガクブンッ! （南方純、2010年1月号 - 2010年9月） - 最初の3回はゲスト扱い

## 過去に連載されていた主な作品
連載開始号の古い順に記載
- 草むらのちいちゃん （みつはしちかこ、創刊以前 - 1988年） - ストーリー形式
- パワーオブママ （寺島令子、創刊以前 - 1993年）
- ボクはコースケくん （さいわい徹、創刊以前 - 1995年）
- ボクの愛妻日記 （赤座ひではる、創刊以前 - 2001年）
- オーイはちべえ （鵜飼U子、 - 1997年6月号）
- 焼けあとの元気くん→元気くん （北見けんいち、「まんがタイムファミリー」創刊号（1984年9月号 - 2003年3月号） - 1986年より改題、ストーリー形式　中日新聞・東京新聞サンデー版初出のものの再録
- はりきりさよちゃん→恋するさよちゃん （窪田まり子、1986年 - 2003年1月号） - 過去に並行連載誌多数
- ごめんあそばせ （丹沢恵、1986年 - 2001年） - まんがホームでも終了
- おてんき君 （松田まさお、1989年 - 2009年3月号）
- 虹色なっちゃん （及川こうじ、原作：林律雄、1989年 - 1999年6月号） - ストーリー形式
- ナオミだもん （こだま学、1989年 - 2005年10月号） - 過去に並行連載誌多数
- 好きだヨンたーくん （ともびきちなつ、1989年 - 2001年3月号）
  - 好きだヨンたーくん - マンガ図書館Z（外部リンク）
- スイスイこなみちゃん （ちびにゃんね、1990年 - 1998年4月号）
- 天使くん （新田にに子、1990年 - 2011年2月号） - まんがタイムオリジナル、まんがタイムでも終了
- ばんだい君 （田中しょう、1991年 - 2010年1月号）
- 丸山せんぱ〜い （金子まさあき、 - 2002年1月号）
- お父さんはお人好し （かまちよしろう、1992年 - 1997年9月号）
- ダンナ様と私 （寺川枝里子、 - 1999年7月号）
- ヘルシーファミリー倶楽部→NEW! ヘルシーファミリー倶楽部 （さのまこと、1993年 - ）
- はるなちゃん参上! （秋吉由美子、1993年5月号 - 2009年9月号） - まんがタイム、まんがタイムジャンボでも終了
- 花咲け金四郎 （はら良治、 - 1998年） - ストーリー形式
- 好き好きとまと→大好きとまと （ときまつさなえ、1994年 - 1999年4月号） - ストーリー形式→1998年2月号に4コマ形式の『大好きとまと』と2本立て、以後こちらのみ
- 家族な人びと （大西哲也、1994年 - 1997年11月号） - まんがタイムオリジナル、まんがタイムジャンボでも終了
- 見習いユーレイくん （酒井愛弓、1995年 - 1998年1月号）
- すずめはすずめ （南ひろこ、1995年 - ）
- バラ色カンパニー （新田朋子、1995年9月号 - 2006年12月号） - まんがタイム、まんがタイムオリジナルでも終了
- 探偵しちゃうぞ （ほしきら、1996年 - 2000年11月号）
- おまたせあいさい弁当 （はしもとみつお、1996年 - ）
- ボクちゃんは先生!! （木村和昭、1996年 - 1998年1月号）
- きょうは花丸ッ!! （さかもとみゆき、1996年 - 2001年3月号）
- キレイになっちゃる!! （なりゆきわかこ、1996年9月号 - ）
- 愛犬うめのはな （南ひろこ、1997年3月号 - 1998年4月号） - ストーリー形式
- 影丸といっしょ （鵜飼U子、1997年7月号 - 1999年10月号）
- 大問題家族 （九月乃梨子、1998年3月号 - 2001年1月号）
- まんしゅう （唯洋一郎、1998年6月号 - 2012年9月号） - まんがタイムオリジナルにて継続
- うりうりうり坊! （めで鯛、1998年8月号 - 2005年10月号）
- マキマキ （富永ゆかり、1998年8月号 - 2000年4月号）
- 小さな恋のものがたり （みつはしちかこ、1998年9月号 - 2008年4月号） - 体調不良により[3]休載入りの後、単行本描き下ろしによって完結
- 美佳にまかせて!! （大沢たけし、1999年9月号 - 2004年4月号） - 最初の1回はゲスト扱い
- ユーアーマイサン （佐藤ゆうこ、2000年11月号 - 2010年2月号）
- 派遣です! （おおた綾乃、1999年7月号 - 2009年6月号）
- カモン!たいちくん （いでえいじ、2000年 - 2003年8月号）
- ちゆき my way! （松田あきひろ、2000年11月号 - 2007年9月号）
- シュガーなふたり （秦泉寺こまき、2001年x月号 - 2006年9月号）
- +1サプライズ （大乃元初奈、2001年5月号 - 2011年5月号）
- フジヤマ川柳一族 （さかもとみゆき、2002年 - 2004年3月号）
- ぐ〜すか うめ実さん （青沼貴子、2002年3月号 - 2012年11月号） - 当初はストーリー形式、『かあさんはテヌキスト』の題名で単行本化
- 819☆び〜んず （関根亮子、2002年7月号 - 2005年6月号）
- 花★花マーチ （藤城翔、2002年9月号 - 2005年11月号）
- しあわせねっ! （ともち、2003年5月号、11月号 - 2007年1月号）
- はるかな気持ち （いでえいじ、2003年10月号 - 2007年3月号）
- スランプ占いのぞみさん （水城まさひと、2004年2月号 - 2007年6月号） - 隔月連載
- おこしやす （久保田順子、2004年10月号 - 2009年11月号）
- パティシエール! （野広実由、2005年7月号 - 2008年9月号）
  - ダブルパティシエール!（2008年10月号 - 2010年4月号） - まんがタイムジャンボでも終了
- ネコ式生活（めで鯛、2005年11月号 - 2011年1月号）
- こんぺいと!  (ふじのはるか、2005年10月号 - 2009年7月号）
- 天然MAMA日記（高橋三千世、2005年10月号 - 2011年10月号） - エッセイ漫画。ストーリー形式をとることが多いが4コマ形式のこともある
- おかあさんがいっしょ （木村和昭、2006年7月号 - 2012年12月号） - 並行連載していたまんがホームで再開
- おはよ♪ （ともち、2007年2月号 - 2010年1月号） - まんがタイムでも終了
- はっぴぃママレード。 （北条晶、2007年3月号 - 2010年3月号） - まんがタイムスペシャルでも終了
- キラキラ☆アキラ （曙はる、2007年5月号 - 2011年6月号） - 最初の2回はゲスト扱い、最後の1回は「特別編」扱い
- ふんわりシスターズ→Smileすいーつ （佐野妙、2007年6月号 - 2010年5月号） - まんがタイムでも終了
- プチタマ （袖山リキ、2008年4月号 - 2010年7月号） - まんがタイムでも終了
- ひとみとコットン（ワカマツアツト、2008年1月号 - 2010年3月号） - 最初の3回はゲスト扱い
- ワンシーン （秋★枝、2007年7月号より数回ゲスト掲載、2008年2月号 - 2009年6月号） - 隔月連載
- ハモニカ文庫 （山川直人、2008年3月号 - 2009年10月号） - ストーリー形式
- 一緒にかえろう （矢直ちなみ、2008年10月号 - 2011年6月号） - 最初の2回はゲスト扱い
- よめヨメかなたさん （あろひろし、2009年5月号 - 2013年1月号） - 最初の2回はゲスト扱い、最後の1回は「番外編」扱い
- おかいあげ!百花繚乱百貨店 （おおた綾乃、2009年7月号 - 2012年8月号） - 最初の2回はゲスト扱い、『おかいあげ!』の題名で単行本化
- はちみつカフェ （ふじのはるか、2009年8月号 - 2012年10月号）
- 美大道! あおぞら美術予備校 （さと、2009年8月号 - 2011年3月号） - 最初の3回はゲスト扱い、『美大道!』の題名で単行本化
- 教師諸君!! （駒倉葛尾、2009年9月号 - 2013年5月号） - 最初の2回はゲスト扱い、2013年7月号に「特別編」掲載
- 働け!おねえさん （水井麻紀子、2009年9月号、11月号 - 2012年10月号） - 最初の6回は「くるっとまわって営業中」のタイトルでゲスト扱い
- うのはな3姉妹 （水谷フーカ、2009年11月号 - 2013年6月号） - 最初の2回はゲスト扱い
- 貴子のお茶の子サイサイ（青沼貴子、2009年11月号 - 2011年2月号） - エッセイ漫画、非4コマ
- 椿さん （楯山ヒロコ、2009年12月号 - 2015年8月号） - 最初の3回はゲスト扱い、過去にまんがホームにて並行連載
- リフォーム! （おーはしるい、2009年12月号 - 2012年10月号）
- はなまるドロップス （あきづき弥、2010年1月号 - 2011年2月号） - 最初の3回はゲスト扱い
- どっきゅん♥乙女姉妹 （江咲桃恵、2009年12月号 - 2011年2月号）最初の3回は「どっきゅん♥乙女荘」のタイトルでゲスト扱い
- となりの工学ガール （梅川和実、2010年4月号 - 2010年9月号） - 最初の3回はゲスト扱い、長期ブランクを経てまんがタウン（双葉社）で再開
- ぽちゃぽちゃ水泳部 （遠山えま、2010年5月号 - 2015年4月号）
- 的中!青春100%（秋★枝、2010年6月号 - 2012年1月号） - 3ヶ月に2回のペースで掲載
- 小悪魔さん （佐野妙、2010年7月号 - 2011年10月号） - 最初の3回は「小悪魔いもうと」のタイトルでゲスト扱い
  - 小悪魔いもうと（2010年3月号 - 2011年3月号） - 目次横4コマ、単行本には「目次の小悪魔さん」として収録
- めがねのキミと博物館 （井ノ上ふき、2010年9月号、11月号 - 2012年11月号） - 最初の4回はゲスト扱い
- ひよっこシスターの安息 （山田古都子、2010年8月号、11月号 - 2011年4月号、6月号 - 2013年2月号）※最初の9回はゲスト扱い、2013年3月号に「特別編」掲載
- 100点満点店長さん（中島直美、2010年10月号 - 12月号、3月号、5月号、7月号 - 9月号、11月号、2012年1月号、4月号、7月号、12月号、2013年5月号） - ゲスト扱いのまま終了
- いじっぱり愛（小林マコ、2010年12月号 - 6月号、8月号） - 第4回新人4コマまんが大賞最終選考作品、ゲスト扱いのまま終了
- ギュっとして!よねちゃん （しめ子、2011年1月号 - 2013年7月号） - 最初の3回はゲスト扱い
- チーフはかなめ!（高居春尾、2011年2月号 - 9月号、11月号） - ゲスト扱いのまま終了
- あとは若いふたりに （光晴ねね、2011年3月号 - 2013年8月号） - 最初の5回はゲスト扱い
- ひめごとノート（さと、2011年4月号 - 12月号） - ゲスト扱いのまま終了
- よろしく神田ちゃん （大乃元初奈、2011年4月号 - 2013年2月号） - 目次4コマ
- くらドル（つむらちたた、2011年5月号 - 2012年2月号） - ゲスト扱いのまま終了）
- はなとふたば （由多ちゆ、2011年5月号 - 2013年8月号） - 最初の3回はゲスト扱い
- 博士の白衣女子攻略論 （春日ゆら、2011年8月号 - 9月号、11月号 - 2013年12月号） - 最初の2回はゲスト扱い
- カフェねこコビ（市川ヒロシ、2011年9月号 - 2012年1月号） - まんがタイムより移籍、最初の1回はゲスト扱い
- やんぼらん 乙山高校ボランティア部（コナリミサト、2011年10月号 - 2012年7月号） - ゲスト扱いのまま終了
- ココロ君色サクラ色 （桑原草太、2011年11月号 - 2014年10月号） - まんがタイムラブリーより移籍、ストーリー形式、2011年12月号以後は偶数月号隔月連載、2014年12月号に『特別編』掲載
- もふもふファミリー（うさ銀太郎、2011年11月号 - 2012年7月号） - ゲスト扱いのまま終了
- 純情小町 （高透レイコ、2012年11月号 - 2014年4月号） - ゲスト扱いのまま終了）
- 村ドル （佐野妙、2011年12月号 - 2014年11月号） - 2014年12月号に『特別編』掲載
- しずかにしてください（慎結、2012年1月号 - 6月号） - ゲスト扱いのまま終了）
- 地味なコ、派手なコ （G3井田、2012年7月号 - 2014年5月号） - 最初の20回はゲスト扱い、まんがホーム2012年10月号 - 11月号にゲスト歴あり、まんがタイムジャンボ2012年5月号「チャレンジ!新人道場」掲載作品
- 2倍まもります! （310、2012年10月号 - 2014年12月号） - 最初の16回はゲスト扱い、まんがタイムジャンボ2012年6月号「チャレンジ!新人道場」掲載作品
- 鬼さんこちら! （さかなこうじ、2012年12月号 - 2013年8月号） - ゲスト扱いのまま終了
- ひかり!出発進行 （水井麻紀子、2012年11月号 - 2016年7月号） - 最初の7回はゲスト扱い
- スパイの歩き方〜好ましからざる人物〜 （速水螺旋人、2012年12月号 - 2014年5月号） - 最初の4回はゲスト扱い
- 教壇のポラリス→先生と星が教えてくれたこと （鴨鍋かもつ、2012年12月号 - ） - 2014年11月号までゲスト扱いで連続掲載されていた『教壇のポラリス』から、『先生と星が教えてくれたこと 』と改題して2014年12月号より本格連載
  - 好ましからざるひとびと スパイの歩き方外伝 （2014年6月号 - 2014年11月号） - ストーリー形式
- お姉さまと恋する犬青年 （あきの実、2013年1月号 - 7月号） - ゲスト扱いのまま終了
- 航海王子の優雅な船旅 （ひらのあゆ、2013年1月号 - ）
- 妖こそ!うつつの分校 （あろひろし、2013年2月号 - 2014年12月号） - 最初の5回はゲスト扱い、並行連載されていたまんがタイムジャンボに統合
- 春夏秋冬こよみの献立 （いづみみなみ、2013年3月号 - 2014年2月号） - ゲスト扱いのまま終了
- つながれ!黒電話ちゃん （瀬田ヒナコ、2013年3月号 - ） - 目次4コマ
- 毎日が新選組! （おーはしるい、2013年4月号 - ） - 最初の3回はゲスト扱い
- 本の町の看板娘 （山田古都子、2013年4月号 - 6月号、9月号 - 2014年8月号） - 最初の2回はゲスト扱い、2014年1月号までは隔月連載
- 宅飲み残念乙女ズ （コナリミサト、2013年5月号 - 2016年7月号） - 最初の4回はゲスト扱い
- カラフルぶらぱん （上田キク、2013年6月号 - 2015年10月号・2016年3月号 - ） - 最初の3回はゲスト扱い
- ダ・ヴィンチ系女子高生 （駒倉葛尾、2013年8月号 - ） - 最初の7回はゲスト扱い
- 根岸さんは動けない 小森さんは断れない!・特別編 （クール教信者、2013年11月号 - 2014年1月号短期集中） - 2013年9月号に通常編の出張ゲスト掲載あり
- 男子校生へ愛をこめて （浦津ゆうじ、2013年12月号 - 2014年10月号） - ゲスト扱いのまま終了
- 火消しなでしこ （小夜鳴ウズ、原案：田中正露、2013年12月号 - 2015年11月号） - 最初の4回はゲスト扱い
  - 火消しなでしこ - マンガ図書館Z（外部リンク）
- ゆーたいプレイ （むらさき*、2013年12月号 - 2014年9月号・2015年2月号 - ） - 最初の4回は短期集中連載扱い
- かなみ育成中! （田口ホシノ、2014年2月号 - 5月号、7月号 - ） - 最初の4回はゲスト扱い
- 寺島さんは悟っている （浦津ゆうじ、2014年11月号 - ） - 最初の4回はゲスト扱い
- あまてる! （毒田ペパ子、2014年12月号 - ） - 最初の3回はゲスト扱い
- 牧場OL （丸井まお、2015年2月号 - ） - ストーリー形式
- 月夜にカカオシガレット （師走冬子、2015年5月号 - ） - 最初の3回はゲスト扱い

### 過去に断続的にゲスト掲載されていた主な作品
- 凪くんの不運な棚ぼた （かわのゆうすけ、2013年1月号 - 2014年11月号、まんがタイムジャンボ連載）

## 表紙の変遷
4コマ誌においては、他のジャンルの漫画雑誌と異なり、表紙イラストが1名の作家によって複数月連続して担当される、という特徴がある。ここでは、本誌の表紙イラストを担当していた作家・作品と、その担当していた期間を記す。
1. 北見けんいち（ごきげんノンコ）（「別冊まんがタイム」創刊号（1983年10月号） - 1984年1月号）
北見けんいち（焼けあとの元気くん→元気くん）（1984年2月号 - 1984年6月号、1984年10月号 - 1989年6月号）
2. 村野守美（はるみちゃん）（1984年7月号 - 1984年9月号）
3. 松田まさお（おてんき君）（1989年7月号 - 1999年5月号）
4. 唯洋一郎（まんしゅう）（1999年5月号 - 2002年9月号、2002年11月号 - 2005年2月号）
1999年5月号は松田まさおとの合同表紙[4]
5. 青沼貴子（ぐーすかうめ実さん）（2002年10月号） -　唯洋一郎急病による休載のため
6. ともち（しあわせねっ!）（2005年3月号 - 2005年9月号）
7. ふじのはるか（こんぺいと!）（2005年10月号 - 2009年7月号）
ふじのはるか（はちみつカフェ）（2009年8月号 - 2010年9月号）
2010年8月号 - 9月号は水谷フーカ（うのはな3姉妹）との合同表紙
8. 遠山えま（ぽちゃぽちゃ水泳部）（2010年10月号 - 2015年4月号）
2014年5月号は水瀬るるう（大家さんは思春期）との合同表紙
9. 水瀬るるう（大家さんは思春期）（2014年5月号、2015年5月号）
2014年5月号は遠山えま（ぽちゃぽちゃ水泳部）との合同表紙

## その他
占いコーナーや「ワッハハ！英会話」（原作・南ひろゆき、英訳・デビッド＝ルイス）、「アドリブ大賞傑作選」（植田まさし、「おとぼけ課長」や「わらびちゃん」の読者セリフ参加企画）、「ブレンド大賞」（植田まさし）などの企画ものもあった。